# America the Beautiful (film)
Pour les articles homonymes, voir America the Beautiful.
Pour plus de détails, voir Fiche technique et Distribution.
America the Beautiful est un film documentaire américain réalisé par Darryl Roberts sur l'image de soi aux États-Unis. Le film est sorti aux États-Unis le 1er août 2008.

## Fiche technique
- Réalisation : Darryl Roberts
- Scénario : Darryl Roberts
- Production : Kurt Engfehr, Roderick Gatlin, Stela Georgieva et Darryl Roberts
- Musique originale : Michael Bearden
- Photographie : Gavin Wynn
- Montage : Stela Georgieva et Charles Miller
- Genre : documentaire
- Durée : 105 min
- Pays :  États-Unis
- Langue : anglais
- Format : Couleur
- Dates de sortie : 
  - États-Unis : 30 mars 2007 	(AFI Dallas Film Festival)
  - États-Unis : 9 mai 2008 	(Chicago, Illinois)

## Distribution
- Ted Casablanca
- Eve Ensler
- Paris Hilton
- Chris Keefe
- Anthony Kiedis
- Darryl Roberts
- Martin Short
- Jessica Simpson
- Gerren Taylor